# 阎武
阎武（1964年12月—），山西定襄人，汉族,中华人民共和国政治人物，中国农工民主党党员,第十三届全国人民代表大会广东地区代表。
2018年2月24日，当选为第十三届全国人大代表。